# Philadelphia Blazers
Die Philadelphia Blazers waren ein Eishockeyteam aus Philadelphia, Pennsylvania, das von 1972 bis 1973 in der nordamerikanischen World Hockey Association (WHA) aktiv war. Das Franchise war ursprünglich 1971 als Miami Screaming Eagles gegründet worden. 1973 zog das Team nach Vancouver und spielte dort drei Jahre als Vancouver Blazers.

## Geschichte

### Gründung in Miami
Dennis Murphy war einer der Gründer der WHA. Er hatte mit den Miami Floridians in Miami ein Basketballteam in der American Basketball Association geleitet und wollte nun auch ein Eishockeyteam in Florida platzieren. Am 1. November 1971 erhielt Herb Martin eine Franchise zugesprochen. Als Namen hatte man Miami Screaming Eagles ausgewählt. In den Plänen der Funktionäre sollte in Florida, wo Eishockey eine noch nicht vertretene Sportart war, das Eröffnungsspiel der WHA stattfinden. Man wollte einen orangen Puck verwenden. Es war allen Verantwortlichen klar, dass man die neue Sportart nur mit einer Aufsehen erregenden Mannschaft entsprechend positionieren konnte. So machte man sich auf die Suche nach Stars, die man für das neue Team verpflichten wollte. Den ersten Erfolg konnte man mit Bernie Parent, dem Torwart der Toronto Maple Leafs, verbuchen. Die Leafs hatten nicht an die Zahlungskraft der WHA geglaubt und wollten sich von keinem ihrer Spieler unter Druck setzen lassen. Als Nächstes gelangte Derek Sanderson ins Fadenkreuz der Screaming Eagles. Er war ein in den Medien stets präsenter Spieler, der bei den Boston Bruins nie aus dem Schatten von Bobby Orr und Phil Esposito treten konnte. Als sich im April 1972 jedoch abzeichnete, dass das geplante Stadion nicht gebaut würde, musste man den Standort Miami aufgeben.

### Umzug nach Philadelphia
Im Juni 1972 konnte man mit Bernard Brown und James Cooper zwei neue Besitzer gewinnen, die das Team in Philadelphia als Konkurrenz zu den Philadelphia Flyers ansiedelten. Als neuer Name wurde Philadelphia Blazers gewählt. Die Blazers übernahmen den Vertrag mit Parent und intensivierten ihre Bemühungen um Sanderson. Für 2,6 Millionen Dollar, dem teuersten Vertrag zu dieser Zeit, konnte man ihn aus Boston loseisen. Mit John McKenzie holte man einen Spielertrainer, der ebenfalls zuvor bei den Bruins unter Vertrag gestanden hatte. Gespielt wurde im Philadelphia Civic Center, das 8.000 Zuschauern Platz bot.
Der Start in die Saison 1972/73 verlief überhaupt nicht nach den Erwartungen der Besitzer, da Parent, McKenzie und Sanderson verletzt waren. Besonders bei Sanderson sah man aufgrund seines hochdotierten Vertrages Probleme und zahlte ihn schon kurz nach Saisonbeginn aus seinem Vertrag aus. Im Laufe der Spielzeit lief es für die Blazers besser. Vor allem Danny Lawson, der mit 61 Toren bester Torjäger der Liga war, und dem Topscorer der Liga André Lacroix, der es auf 124 Punkte brachte, gelang der Einzug in die Playoffs. Hier scheiterte das Team in vier Spielen an den Cleveland Crusaders. Die beiden Heimspiele sahen nur um die 3.600 Zuschauer, etwa 600 weniger als der Schnitt der regulären Saison.
Brown und Cooper hatten die Lust an ihrem Team verloren und verkauften es an den Kanadier Jim Pattison, der es nach Vancouver umsiedelte.